# Браун, Керрит
Керрит Браун (англ. Kerrith S. Brown; род. 11 июля 1962, Вулвергемптон, Стаффордшир) — британский дзюдоист, чемпион и призёр чемпионатов Великобритании, призёр чемпионатов Европы и мира, призёр летних Олимпийских игр 1984 года в Лос-Анджелесе, участник летней Олимпиады 1988 года в Сеуле. Президент Международной федерации смешанных единоборств (IMMAF).

## Карьера
Выступал в полулёгкой, лёгкой и полусредней весовых категориях (до 65, 71 и 78 кг). Десять раз (1980—1990 годы) становился чемпионом Британии, и один раз (в 1991 году) — серебряным призёром. На Олимпиаде в Лос-Анджелесе завоевал бронзовую медаль. Через четыре года в Сеуле из-за положительного результата допинг-теста Браун был дисквалифицирован.
12 октября 2012 года был избран председателем Британской ассоциации дзюдо.
Под его руководством Британская ассоциация дзюдо в 2013 году открыла двери своего Центра передового опыта в Вулверхэмптонском университете.
В годы его руководства Европейский союз дзюдо отозвал заявку Британской ассоциации дзюдо на чемпионат Европы по дзюдо 2015 года. Это произошло за 8 недель до проведения чемпионата в Глазго. Причиной такого решения стали разногласия по вопросам спонсорства.
Затем Керрит Браун подал в отставку с поста председателя Британской ассоциации дзюдо из-за  разногласий с Европейским союзом дзюдо и Международной федерацией дзюдо. 20 июня 2015 года в Берлине Браун был единогласно избран президентом Международной федерации смешанных единоборств (IMMAF).